# Rhynchospora acanthoma
Rhynchospora acanthoma là loài thực vật có hoa trong họ Cói. Loài này được A.C.Araújo & Longhi-Wagner mô tả khoa học đầu tiên năm 2008.